# Hydropsyche amblis
Hydropsyche amblis là một loài Trichoptera trong họ Hydropsychidae. Chúng phân bố ở miền Tân bắc.